# Jason Dunlop
Jason Andrew Dunlop (* 7. Mai 1970 in Basingstoke) ist ein britischer Paläontologe und Zoologe.

## Leben
Im Alter von drei Jahren zogen seine Eltern mit ihm zusammen nach Cleethorpes, wo er von 1974 bis 1981 die Signhills School und von 1981 bis 1988 die Lindsey School besuchte. Zuerst wollte er Medizin studieren, entschied sich dann aber doch auf Anraten seines Biologielehrers, der ihm unter anderem einen Artikel von John Pirt (Zoologists need not apply) zeigte, für das Studium der Zoologie.
Nachdem er 1991 an der University of Leeds seinen Bachelor abgeschlossen hatte, wechselte er an die University of Manchester und beendete dort seinen Ph.D. (Paleobiology of the Trigonotarbids) bei Paul Selden. Weitere drei Jahre arbeitete er als Post-Doktorand an der University of Manchester mit dem Schwerpunkt der Evolution der Kieferklauenträger (Origins and early evolution of the chelicerates).
1997 wurde er als Kurator an das Museum für Naturkunde in Berlin berufen, wo er die Sammlungen Spinnentiere und Tausendfüßer betreut und seinen Forschungsschwerpunkt auf die Evolution der Spinnentiere und ihrer Verwandten sowie auf fossile Spinnentiere gesetzt hat.
Seit 2001 ist er Sekretär der International Society of Arachnology und von 2002 bis 2016 war er Vize-Präsident der European Society of Arachnology.

## Schriften

### Bücher
- Jason A. Dunlop, David Penney: Fossil Arachnids. Siri Scientific Press, 2012. ISBN 978-0-9567795-4-0.

Webspinnen 
- Jason A. Dunlop, David Penney, Natalie Dalüge, Peter Jäger, Andrew McNeil, Richard S. Bradley, Phillip J. Withers, Richard F. Preziosi: Computed tomography recovers data from historical amber: an example from huntsman spiders. In: Naturwissenschaften, 98, 2011, S. 519-527. doi:10.1007/s00114-011-0796-x

Skorpione
- Jason A. Dunlop, David A. Legg, Paul A. Selden, Victor Fet, Jörg W. Schneider, Ronny Rößler: Permian scorpions from the Petrified Forest of Chemnitz, Germany. In: BMC Evolutionary Biology, 16: 72.
- Janet Waddington, David M. Rudkin, Jason A. Dunlop. 2015. A new mid-Silurian aquatic scorpion—one step closer to land? In: Biology Letters, 11, 2016: 20140815.
- Jason A. Dunlop, Russell J. Garwood: A review of fossil scorpion higher systematics. In Peer J, 12, 2024, e18557. doi:10.7717/peerj.18557

 Weberknechte 
- Jason A. Dunlop, Paul A. Selden, Gonzalo Giribet: Penis morphology in a Burmese amber harvestman. In: The Science of Nature, 103, 2016: 1–5.
- Diying Huang, Paul A. Selden, Jason A. Dunlop: Harvestmen (Arachnida: Opiliones) from the Middle Jurassic of China. In: Naturwissenschaften, 96, 2009: 955–962. doi:10.1007/s00114-009-0556-3
- Gonzalo Giribet, Jason A. Dunlop: First identifiable Mesozoic harvestman (Opiliones: Dyspnoi) from Cretaceous Burmese amber. In: Proceedings of the Royal Society, B 272, 2005: 1007–1013. doi:10.1098/rspb.2005.3063
- Jason A. Dunlop, Lyall I. Anderson, Hans Kerp, Hagen Hass: Preserved organs of Devonian harvestmen. In: Nature, 425, 2003: 916. doi:10.1038/425916a

 Milben & Zecken 
- Jason A. Dunlop, Dmitry A. Apanaskevich, Jens Lehmann, René Hoffmann, Florian Fusseis, Moritz Ehlke, Stefan Zachow, Xianghui Xiao: Microtomography of the Baltic amber tick Ixodes succineus reveals affinities with the modern Asian disease vector Ixodes ovatus. In: BMC Evolutionary Biology 16: 203, 2016 doi:10.1186/s12862-016-0777-y
- Jason A. Dunlop, Jeno Kontschán, David E. Walter, Vincent Perrichot: An ant-associated mesostigmatid mite in Baltic amber. In Biology Letters, 10, 2014: 20140531.
- Jason A. Dunlop, Leopoldo Ferreira de Oliveira Bernardi: An opilioacarid mite in Cretaceous Burmese amber. In: Naturwissenschaften, 101, 2014: 759-763 doi:10.1007/s00114-014-1212-0
- Jason A. Dunlop, Jenő Kontschán, Michael Zwanzig: Fossil mesostigmatid mites (Mesostigmata: Gamasina, Microgyniina, Uropodina), associated with longhorn beetles (Coleoptera: Cerambycidae) in Baltic amber. In: Naturwissenschaften, 100, 2013: 337-344 doi:10.1007/s00114-013-1031-8
- Jason A. Dunlop, Stefan Wirth, David Penney, Andrew McNeil, Robert S. Bradley, Philip J. Withers, Richard F. Preziosi: A minute fossil phoretic mite recovered by phase-contrast X-ray computed tomography. In: Biology Letters, 8, 2012:457-460. doi:10.1098/rsbl.2011.0923
- Almir R. Pepato, Carlos E. da Rocha, Jason A. Dunlop: Phylogenetic position of the acariform mites. Sensitivity to homology assessment under total evidence. In: BMC Evolutionary Biology, 10, 2010: 235. doi:10.1186/1471-2148-10-235

Eurypteriden 
- Jason A. Dunlop: A breath of fresh air for eurypterids. In: Current Biology, 30, 2020: R1301–R133. doi.org/10.1016/j.cub.2020.09.052

Spinnentiere allgemein 
- Jason A. Dunlop: Geological history and phylogeny of Chelicerata. In: Arthropod Structure and Development, 39, 2010: 124–142. doi:10.1016/j.asd.2010.01.003

 Gliederfüßer allgemein 
- Gerhard Scholtz, Andreas Staude, Jason A. Dunlop: Trilobite compound eyes with crystalline cones and rhabdoms show mandibulate affinities. In: Nature Communications 10, 2019: 2503. doi.org/10.1038/s41467-019-10459-8
- Jason A. Dunlop, Russel J. Garwood: Terrestrial invertebrates in the Rhynie chert ecosystem. In: Philosophical Transactions of the Royal Society B, 373, 2018: 20160493.